# Stefan Mladenov
Stefan Mladenov Mladenov (en búlgaro: Стефан Младенов Младенов; Vidin, 27 de diciembre de 1880 - Sofía, 1 de mayo de 1963) fue un lingüista y dialectólogo búlgaro, especialista en lingüística indoeuropea, estudios eslavos, estudios balcánicos, estudios búlgaros y científico de renombre y autoridad mundial.

## Biografía
Nació en Vidin, de padre alfarero. Graduado del departamento clásico de la escuela secundaria de Vidin. Ya en la escuela secundaria mostró su don para aprender lenguas ligeramente extranjeras. Después de graduarse, dominaba el idioma alemán, el idioma francés y comenzó a estudiar el idioma inglés.
Después de un concurso, ganó una beca y estudió filología eslava en la Universidad de Sofía (1898-1902). Estudió principalmente lenguas eslavas, sin abandonar sus estudios con otras lenguas. Su profundización en los estudios presupone sólidamente sus posteriores apariciones como científico con amplios conocimientos de toda la filología clásica y moderna. En ese momento, 1902, tradujo al idioma búlgaro dos obras de teatro de Henrik Ibsen, fue el primer traductor de Henrik Ibsen al idioma búlgaro.
De 1903 a 1904 se especializó en Viena bajo Vatroslav Jagic, Konstantin Irecek, Paul Kretschmer y otros, y luego en San Petersburgo y Praga (1904-1905) con Jan Baudouin de Courtenay, Alexei Sobolevsky, Pyotr Lavrov, Walter Bulich, Lubor Niederle y otros. En la Universidad de Praga defendió su tesis doctoral "Sobre los cambios del género gramatical en las lenguas eslavas".
En 1911 y 1912 se especializó en París y Munich. Durante la Guerra de los Balcanes y la Guerra Interaliada, sus compañeros de armas de los frentes lo recuerdan en las trincheras con el cuaderno que estudiaba el idioma turco.
En 1916, durante la Primera Guerra Mundial, fue invitado, asistido y participó en la expedición científica a Macedonia y Pomorie. 
En 1918, fue elegido miembro correspondiente de la Academia de Ciencias de Bulgaria. En 1929, fue elegido miembro correspondiente de la Academia de Ciencias de la URSS, lo que lo convirtió en el único científico búlgaro en recibir este reconocimiento antes del golpe de Estado del 9 de septiembre de 1944. Al mismo tiempo, Mladenov fue elegido miembro de la Academia de Ciencias de Polonia, el Estatuto esloveno en Praga y el Kings College de Londres. Desde 1942, Stefan Mladenov también fue miembro correspondiente de la Academia Alemana de Ciencias.
Hablaba perfectamente 18 idiomas, y utilizaba un total de 27. Gracias a su arduo trabajo y perseverancia, dominó no solo todos los idiomas eslavos, sino también el griego antiguo, griego moderno, latín, indio antiguo, armenio antiguo, persa antiguo, árabe, turco, noruego, sueco, danés, lituano, finlandés, albanés, húngaro, rumano, italiano, español y portugués.
En su trabajo científico se ocupó de la gramática histórica y la historia de la lengua búlgara. También se ocupó de la dialectología y la lingüística comparativa histórica.
Fue galardonado con el Premio Dimitrov.
Encabezó la delegación búlgara al Primer Congreso Lingüístico en Praga en 1935. En 1929, su "Historia de la lengua búlgara" se publicó en idioma alemán bajo la revisión de Max Vasmer. Previamente editó la parte especial en el segundo y tercer volumen de la primera historia de tres volúmenes en búlgaro de Benyo Tsonev. Sus escritos son fundamentales para el comparativismo histórico, porque el búlgaro antiguo es la cuarta lengua literaria clásica y medieval (herejía trilingüe).
Stefan Mladenov hizo una contribución especial para aclarar la influencia histórica del idioma búlgaro y el surgimiento de idiomas de la Unión Lingüística de los Balcanes. Según Mladenov, los discursos eslavos del sur dentro de esta unión son búlgaros.

### Actividad docente
En 1902 y 1903 fue profesor en la Escuela Pedagógica Shumen y en la Primera Escuela Secundaria Masculina de Sofía.
De 1906 a 1910, fue profesor en la Segunda Escuela Secundaria Masculina en Sofía y en el Seminario Teológico de Sofía.
Trabajó en la Universidad de Sofía como profesor asociado del departamento de historia de idioma búlgaro, entonces dirigido por el científico búlgaro Benyo Tsonev, desde 1916, y como titular desde 1921, fue elegido director del Departamento de Lingüística General, Comparada e Indoeuropea. En 1929 recibió el título de académico.
La actividad docente de Mladenov es muy diversa. Principalmente conferencias o seminarios sobre:
- historia de la lengua búlgara,
- dialectología búlgara,
- sintaxis búlgara,
- lengua literaria búlgara,
- etimología búlgara,
- lingüística general,
- introducción a la gramática indoeuropea,
- formación de palabras en lenguas indoeuropeas.

Conferencias o seminarios especiales como:
- Idioma indio antiguo
- Idioma gótico
- Idioma alto alemán antiguo
- morfología de la lengua griega
- Idioma polaco
- Idioma checo

### Actividad científica
Stefan Mladenov tiene más de 1100 publicaciones científicas. Sobre sus obras se han publicado más de 140 reseñas de todo el mundo. Es autor de más de 150 artículos y notas sobre ortografía búlgara. Alrededor de 300 de sus artículos y notas sobre la necesidad de preservar la riqueza y la pureza del idioma búlgaro y contra el uso innecesario de extranjerismos. En el siglo XX y en el período previo al descubrimiento de Internet, era una de las mayores instalaciones de lingüística comparada y lingüística histórica del mundo.
La disertación doctoral de Stefan Mladenov de la Universidad de Praga se titula "Sobre los cambios del género gramatical en las lenguas eslavas". Posteriormente, se publicó su estudio "Elementos germánicos antiguos en lenguas eslavas", que fue muy elogiado por todos los destacados eslavistas e indoeuropeistas de la época, como Sobolevsky, Bulakhovsky, Maye, Ilinski, Bruckner y otros. Mladenov ha publicado en revistas y periódicos científicos búlgaros una serie de artículos sobre la historia, la etimología y la dialectología del búlgaro y otras lenguas eslavas. Su investigación se publicó a principios del siglo XX en muchas publicaciones lingüísticas extranjeras especializadas, principalmente en ruso, polaco y alemán.
El interés de Stefan Mladenov por la dialectología búlgara no se detuvo a lo largo de su vida. Además de numerosos estudios de dialectos locales, Stefan Mladenov hasta 1916 publicó tres estudios sobre el dialecto moravo. En ellos defendió la tesis del carácter búlgaro de estos discursos. Después de la Primera Guerra Mundial, discutió en las páginas de la prensa científica con los eruditos serbios, y en particular con Alexander Belic, argumentando que estos discursos eran parte del territorio lingüístico búlgaro. Al mismo tiempo, en varios de sus artículos, consideró cuestiones de lingüística comparativa entre lenguas indoeuropeas, como albanés, persa, lituano, armenio y otros.
Con una contribución significativa a la lexicografía búlgara es su trabajo conjunto con Alexander Teodorov-Balan, Stoyan Argirov y Benyo Tsonev sobre el gran diccionario interpretativo búlgaro. Después de la muerte de sus coautores, Stefan Mladenov continuó su trabajo solo, publicando el primer volumen (de la "A" a la "K") del "Diccionario búlgaro interpretativo de la lengua popular y literaria moderna".
En 1929, "Historia de la lengua búlgara" fue publicada en alemán por Stefan Mladenov. Con este trabajo, Mladenov ganó fama mundial, y el libro está dedicado a docenas de reseñas de los lingüistas más destacados de la época: Grigory Ilinski, Tadeusz Ler-Splawinski, Stepan Kulbakin, Evfimiy Karski, Antoine Meillet, Milos Weingard y otros. Es esta obra capital la que revela la capacidad de Stefan Mladenov como lingüista de clase mundial.
En 1936 se publicó otro trabajo significativo de Stefan Mladenov: "Gramática del idioma búlgaro". La gramática es de importancia teórica y práctica, y los datos de la gramática relativamente histórica se utilizan ampliamente. En 1941, se publicó el "Diccionario Etimológico y Ortográfico de la Lengua Búlgara" en 724 páginas. El diccionario es un reflejo de los intereses de Stefan Mladenov en la etimología de la lengua búlgara, las lenguas eslavas y todas las demás lenguas indoeuropeas.
Promueve con gran diligencia los problemas de la cultura lingüística en Bulgaria. Para ello, cofundó junto con Stefan Vassilev la revista de divulgación científica "Rodna Rech" (1927-1944) y la escribió. Rodna Rech luchó por una cultura lingüística superior y la preservación de la pureza del idioma búlgaro.
Stefan Mladenov es uno de los participantes más deseados en los foros lingüísticos mundiales de la primera mitad del siglo XX. Su mérito excepcional, de acuerdo con la corrección científica, es la imposición (y percepción) por parte de la comunidad científica mundial de la lengua búlgara antigua para la primera lengua eslava escrita. Hasta el final de su viaje científico y terrenal, nunca compartió ni aceptó aquellos sobre la existencia independiente de los llamados "Idioma Macedonio", "Idioma Torlak", etc. Como científico, siempre ha abogado y defendido la integridad del territorio lingüístico búlgaro. Fue miembro del Instituto Científico Macedonio.

## Obras
- Elementos germánicos antiguos en las lenguas eslavas, 1909
- Historia de la lengua búlgara, Berlín 1929
- Diccionario Etimológico y Ortográfico de la Lengua Literaria Búlgara, 1941
- Istorija na balgarskija ezik, Sofía 1979

### Monografías
- La lengua literaria búlgara moderna y nuestras lenguas vernáculas. S, 1943. 67 págs. (Bibl. Bulg. Kn. №5).
- Introducción a la lingüística general. 2. ext. edición S., Univ. pech., 1943. VII, 284 p.(Univ. bibl. №276).
- Historia de la lengua búlgara. Anterior y ed. I. Duridanov. edición 1929. S., BAS, 1979. 412 p.

### Estudios
- Habla sobre problemas fronterizos en el este de Serbia. 1904
- Se habla serbio o búlgaro entre Iskar y Morava. 1908
- Sobre la cuestión de la frontera entre las lenguas búlgara y serbia. Boletín filológico ruso. 1914
- Contribución al estudio de los dialectos búlgaros en Tracia oriental y occidental. 1935 200 págs.
- El primero de búlgaro, no pechenego, es el llamado tesoro dorado de Atila de Nagy-Saint-Miklos. Anuario de Universidad de Sofía Historiador-filólogo. fac. XXXI, 5. 1935
- Unidad de las lenguas vernáculas búlgaras.
- La importancia de los paralelos semánticos en la lingüística indoeuropea.
- Palabras culturales búlgaras de antiguo origen indoeuropeo.
- Explicación de varias palabras búlgaras que significan estados mentales dolorosos.
- De la historia de las palabras búlgaras menos conocidas.
- De la etimología eslava.
- Para algunas palabras italianas y latinas en el idioma búlgaro.
- Dos nombres antiguos de ríos en tierras búlgaras (Osam y Nishava).
- Agua y falta de agua en los nombres búlgaros y especialmente en los búlgaros occidentales de las montañas.
- Nombres de siete capitales búlgaras.
- Objeciones recientes al antiguo nombre búlgaro de la lengua de Cirilo y Metodio.
- Antiguo idioma búlgaro en los dialectos búlgaros de hoy.
- El idioma de los santos hermanos Cirilo y Metodio y el idioma búlgaro actual.
- Louis Leger y la cuestión de los discursos macedonios.
- El idioma búlgaro en Salónica y Tesalónica.
- Ohrid y la lengua búlgara.
- Vyshel de Bulgaria occidental - vyshel, vm. vio.

### Libros de texto, manuales y ayudas
- Introducción a la lingüística general. 1943 292 págs.
- Breve historia de la lengua búlgara. 1935
- Lingüística indoeuropea comparada. 1936 504 págs.
- Diccionario de palabras extranjeras en el idioma búlgaro (como guía). 1923

#### Diccionarios
- Diccionario etimológico y ortográfico de la lengua literaria búlgara. Editorial Hristo G. Danov - OO D-vo: Sofia, 1941, 704 p.
- Diccionario de palabras extranjeras en el idioma búlgaro. Con explicación de origen y composición. 2. ext. edición S., 1943. 640 págs. 3. signo. ext. y diferencia terminado. 1947
- Diccionario Interpretativo Búlgaro. Con miras al llamado discurso. T. 1. A-K. S., Pécs. D. Stefanov, 1951. 1126 págs. (Coautor: A. Teodorov-Balan).